# Kreuzzugszehnt
Der Kreuzzugszehnt war ein Zehnt zur Finanzierung eines Kreuzzuges. Nicht nur zugunsten eines Orientkreuzzugs konnte ein solcher Zehnt erhoben werden, sondern auch zugunsten eines Kreuzzugs gegen Christen, wenn es sich z. B. um politische Gegner des Papsttums handelte. So wurde der Krieg der Angiovinen (der Anhänger des Hauses Anjou) gegen Aragón auf Sizilien im Anschluss an die Sizilianische Vesper durch einen päpstlichen Kreuzzugszehnten finanziert.

## Beispiel Bistum Konstanz

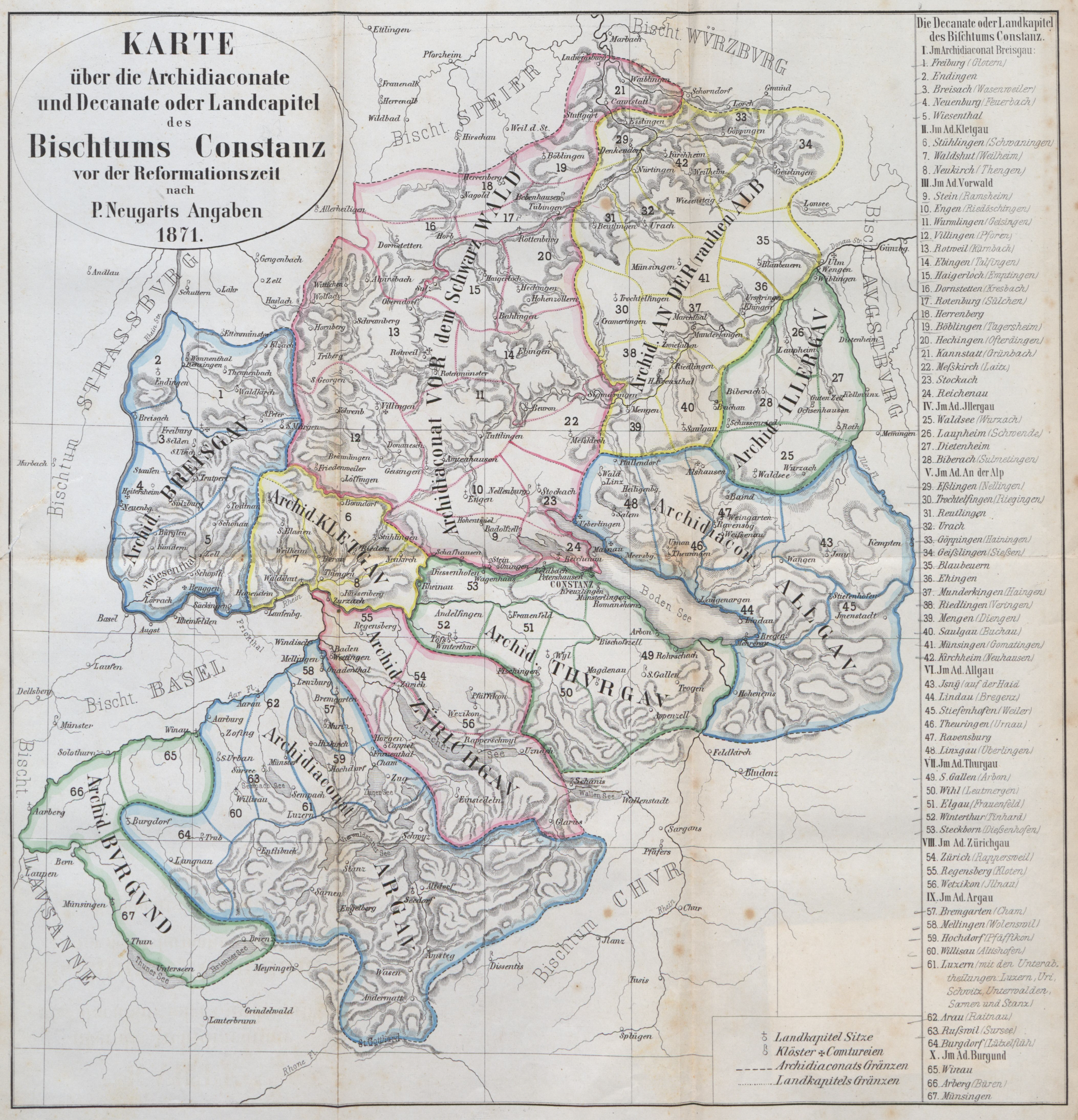
Bistum Konstanz vor der Reformationszeit

Als ausführliches Beispiel wird nachfolgend die Erhebung des Kreuzzugszehnten im Bistum Konstanz beschrieben, welcher in den Jahren 1274 bis 1280 von allen Beziehern kirchlicher Pfründen erhoben wurde. Für ihn wurde der Liber decimationis angelegt. Grundlage dazu war ein Beschluss auf dem Zweiten Konzil von Lyon 1274, um einen Kreuzzug ins Heilige Land zu finanzieren, der dann allerdings nicht zustande kam. Im Bistum Konstanz war dieser Zehnt erstmals am Johannistag 1274 fällig.
Der Zehnt war halbjährlich zu entrichten und betrug zehn Prozent der Einkünfte im Jahr. Die Höhe der Zahlung wurde vom Besteuerten nach seiner eidlichen Selbstangabe ermittelt. Kollektoren waren die Kapitelldekane des Bistums unter Aufsicht der Archidiakone. Das Bistum Konstanz wurde zu diesem Zweck zweigeteilt. Ein Teil stand unter der Aufsicht von Domdekan Walko, der andere unter Propst Heinrich von St. Stefan in Konstanz.
Ein Grund für die Erhebung der Abgabe im Bistum Konstanz war, dass in der Regierungszeit von Papst Gregor X. der Habsburger Rudolf I. deutscher Kaiser und sein Vetter Rudolf II. Bischof von Konstanz war.
Bei Nichtzahlung des Zehnts erfolgte eine bischöfliche Bannandrohung. Wer zum festgesetzten Termin nicht zahlen konnte, war verpflichtet, ein Pfand zu geben oder einen Bürgen zu stellen.
Befreit vom Kreuzzugszehnt waren:
- Kreuzfahrer
- Johanniter und Deutschherren
- Zisterzienser, die oftmals als Feldprediger auftraten und mitpilgerten
- Dominikaner und Minoriten, die in Stadt und Land für den Kreuzzug predigten
- Spitalkirchen
- Geistliche, deren Pfründen unter sechs Mark oder zehn Pfund Pfennige pro Jahr lagen